# Euselasia urites
Espèce
Euselasia urites est un insecte lépidoptère appartenant à la famille  des Riodinidae et au genre Euselasia.

## Dénomination
Euselasia urites a été décrit par  William Chapman Hewitson en 1853 sous le nom de Eurygona urites

### Sous-espèces
- Euselasia urites urites présent au Brésil.
- Euselasia urites eglawahe Brévignon et Gallard, 1993; présent en Guyane[1].

## Description
Euselasia urites est un papillon de couleur noire suffusé de cuivré. L'autre face est de couleur beige suffusé de cuivré rayé d'une ligne cuivre avec aux postérieures une fine bordure cuivre doublée d'une ligne submarginale d'ocelles blancs chapeautés de noir.

## Écologie et distribution
Euselasia urites est présent en Guyane et au Brésil.

### Biotope
Il réside dans la forêt tropicale.